# I Luv Money Records
I Luv Money Records è una etichetta discografica tedesca specializzata nel genere hip hop fondata nel 2001.

## Storia
Il primo tape fu quello di Bushido, King of KingZ nel 2001. Nello stesso anno furono pubblicati i tape di D-Bo (Deutscha Playa) e di King Orgasmus (Tag der Abrechnung) come anche la prima raccolta di sample I Luv Money Sampler. Un anno dopo pubblicò Kaisa il suo primo album solista Hassmonsta, seguito da quello di King Orgasmus (che poco dopo pubblicò a sua volta l'album in collaborazione insieme a Bass Sultan Hengzt, Berlin Bleibt Hart).
Nel 2002 abbandonarono l'etichetta Bushido, D-Bo e Kaisa.
Nel 2004 abbandonò anche Bass Sultan Hengzt per andare sotto contratto nella nuova etichetta di Bushido, ersguterjunge. Col passare del tempo furono presi altri rapper sotto contratto nella Label I Luv Money Records, tra cui il più noto fu il rapper tedesco Godsilla.
Dopo tante pubblicazioni, nel 2009 abbandonò l'etichetta anche Godsilla continuando a pubblicare tuttavia altri 2 dischi (Silla Instinkt nel 2011 e Monsterbox nel 2012).

## Artisti

### Artisti sotto contratto
- Amir
- Hollywood Hank
- JokA
- King Orgasmus
- MurdocH
- Sera Finale

### Artisti che hanno collaborato con l'etichetta
- D-Bo (dal 2001 al 2002)
- Bass Sultan Hengzt (2001 - 2004)
- Bushido (2001 - 2002)
- Clickx
- Godsilla (2004 - 2009)
- Kaisa (2001 - 2002)

## Pubblicazioni

### Album, MixTape, Film & Sampler
| Anno | Titolo                                                                                             | Artista                            | Album Charts (GER) | Stato |                         |
| ---- | -------------------------------------------------------------------------------------------------- | ---------------------------------- | ------------------ | ----- | ----------------------- |
| 2001 | Deutscha Playa                                                                                     | D-Bo                               | -                  | -     | Solo Album              |
| 2001 | Tag der Abrechnung                                                                                 | King Orgasmus                      | -                  | -     | Solo Album              |
| 2001 | King of KingZ                                                                                      | Bushido                            | -                  | -     | Solo Album              |
| 2001 | I Luv Money (ILM Sampler Vol. 1)                                                                   | Label Compilation                  | -                  | -     | Sampler                 |
| 2002 | Mein Kampf                                                                                         | King Orgasmus                      | -                  | -     | Solo Album              |
| 2002 | Hassmonsta                                                                                         | Kaisa                              | -                  | -     | Solo Album              |
| 2002 | Berlin Bleibt Hart                                                                                 | King Orgasmus & Bass Sultan Hengzt | -                  | -     | Collabo Album           |
| 2002 | Cheetazweedndirtywiggaz                                                                            | Clickx                             | -                  | -     | Solo Album              |
| 2003 | Fick mich… und halt dein Maul!                                                                     | King Orgasmus                      | -                  | -     | Solo Album              |
| 2003 | Der Weg des Drachen                                                                                | Don Shizo                          | -                  | -     | Solo Album              |
| 2003 | Capokalypse                                                                                        | Capo Fiasko                        | -                  | -     | Solo Album              |
| 2003 | Orgi Pörnchen 1 - Hip Hop ist Sex... Sex aus Berlin                                                | King Orgasmus                      | -                  | -     | Film                    |
| 2003 | Drive-By In E-Moll                                                                                 | F.A.T.                             | -                  | -     | Solo Album              |
| 2003 | Das Massengab                                                                                      | Kaisa                              | -                  | -     | Solo Album              |
| 2003 | Serkulation                                                                                        | Serk                               | -                  | -     | Solo Album              |
| 2004 | Übertalentiert                                                                                     | Godsilla                           | -                  | -     | Solo Album              |
| 2004 | Es gibt kein Battle                                                                                | King Orgasmus                      | -                  | -     | Solo Album              |
| 2004 | Orgi Pörnchen 2 - Das Auge fickt mit                                                               | King Orgasmus                      | -                  | -     | Film                    |
| 2004 | Asphalt ist kalt                                                                                   | Roulette                           | -                  | -     | Solo Album              |
| 2005 | Alles nur aus Liebe (A.N.A.L.)                                                                     | King Orgasmus                      | -                  | -     | Greatest Hits           |
| 2005 | Schmutzige Euros                                                                                   | King Orgasmus & Godsilla           | -                  | -     | Collabo Album           |
| 2005 | Orgi Pörnchen 3 - Atzenträume werden wahr                                                          | King Orgasmus                      | -                  | -     | Film                    |
| 2005 | Analyse – Mit der Lupe aufs Arschloch                                                              | King Orgasmus                      | -                  | -     | Film                    |
| 2005 | Im Schatten der Mafia                                                                              | Soldiers Of Darklife               | -                  | -     | Solo Album              |
| 2006 | Ready to rumble                                                                                    | Clickx                             | -                  | -     | Solo Album              |
| 2006 | Massenhysterie                                                                                     | Godsilla                           | -                  | -     | Solo Album              |
| 2006 | OrgiAnal Arschgeil                                                                                 | King Orgasmus                      | -                  | -     | Solo Album              |
| 2007 | Orgi Pörnchen 4 - Liebe auf den ersten fick                                                        | King Orgasmus                      | -                  | -     | Film                    |
| 2007 | AAA - Access All Areas                                                                             | King Orgasmus                      | -                  | -     | Film                    |
| 2007 | Orgistyle                                                                                          | King Orgasmus                      | -                  | -     | Film                    |
| 2007 | OrgiAnal Arschgeil                                                                                 | King Orgasmus                      | -                  | -     | Film                    |
| 2007 | Schmutzige Euros 2                                                                                 | King Orgasmus & Godsilla           | -                  | -     | Collabo Album           |
| 2007 | La petite Mort                                                                                     | King Orgasmus                      | -                  | -     | Solo Album              |
| 2007 | Die nächste Kugel im Lauf                                                                          | Sera Finale                        | -                  | -     | Solo Album              |
| 2007 | Currywurst mit Darm                                                                                | King Orgasmus                      | -                  | -     | Solo Album              |
| 2007 | City of God                                                                                        | Godsilla                           | -                  | -     | Solo Album              |
| 2008 | Explosiv                                                                                           | Amir                               | -                  | -     | Solo Album              |
| 2008 | Orgi Pörnchen 5                                                                                    | King Orgasmus                      | -                  | -     | Film                    |
| 2008 | Best of Pörnchen                                                                                   | King Orgasmus                      | -                  | -     | Greatest Hits           |
| 2008 | Liebe ist schön (Best of)                                                                          | King Orgasmus                      | -                  | -     | Greatest Hits           |
| 2008 | Gehirnwäsche                                                                                       | JokA                               | -                  | -     | Solo Album              |
| 2008 | Bronko im Kalorienreich                                                                            | King Orgasmus                      | -                  | -     | Solo Album              |
| 2008 | I Luv Money (ILM Sampler Vol. 2)                                                                   | Label Compilation                  | -                  | -     | Sampler                 |
| 2009 | Fleisch hat immer Saison                                                                           | King Orgasmus                      | -                  | -     | Solo Album              |
| 2009 | Hunger & Müde                                                                                      | King Orgasmus                      | -                  | -     | MixTape                 |
| 2009 | La petite Mort 2 - Hardcore Seelenficker Edition                                                   | King Orgasmus                      | -                  | -     | Solo Album              |
| 2010 | Fremdgehen Gastparts                                                                               | King Orgasmus                      | -                  | -     | Solo Album              |
| 2010 | La petite Mort 2 - Moderne Sklaverei                                                               | King Orgasmus                      | -                  | -     | Solo Album              |
| 2010 | Jokamusic                                                                                          | JokA                               | -                  | -     | Solo Album              |
| 2010 | Rap aus Berlin                                                                                     | King Orgasmus & Mach One           | -                  | -     | Collabo Album           |
| 2011 | Silla Instinkt                                                                                     | Silla                              | 30                 | -     | Album studio            |
| 2011 | M.I.L.F - Mothers I Like To Fuck                                                                   | King Orgasmus                      | -                  | -     | Album studio            |
| 2011 | Nicotin                                                                                            | Nicone                             | -                  | -     | Album studio            |
| 2011 | Folterkeller der Zombienutten                                                                      | King Orgasmus & Schwartz           | -                  | -     | Album in collaborazione |
| 2012 | Friss oda stirb                                                                                    | Chefkoch                           | -                  | -     | Album studio            |
| 2012 | Orgi Pörnchen 6                                                                                    | King Orgasmus                      | -                  | -     | Film                    |
| 2012 | Cocain Cowboys                                                                                     | Duran Baba & Shievo Bugatti        | -                  | -     | Album in collaborazione |
| 2012 | Monsterbox (comprende gli album: Übertalentiert, Massenhysterie, City of God e Wiederbelebt + DVD) | Silla                              | 10                 | -     | Album studio            |